# Сергій Свинаренко
Сергій Свинаренко (рум. Serghei Svinarenco, нар. 18 вересня 1996, Тирасполь) — молдовський футболіст, захисник клубу «Мілсамі».
Виступав, зокрема, за клуби «Шериф» та «Сфинтул Георге», а також молодіжну збірну Молдови.
Триразовий володар Кубка Молдови. Триразовий володар Суперкубка Молдови. Дворазовий чемпіон Молдови.

## Клубна кар'єра
Народився 18 вересня 1996 року в місті Тирасполь. Вихованець футбольної школи клубу «Шериф». Дорослу футбольну кар'єру розпочав 2014 року в основній команді того ж клубу, в якій провів три сезони, взявши участь у 21 матчі чемпіонату. 
Згодом з 2017 по 2018 рік грав у складі команд «Петрокуб» та «Зоря» (Бєльці).
Своєю грою за останню команду привернув увагу представників тренерського штабу клубу «Сфинтул Георге», до складу якого приєднався 2018 року. Відіграв за клуб із Сурученя наступні п'ять сезонів своєї ігрової кар'єри.
До складу клубу «Мілсамі» приєднався 2023 року. Станом на 28 вересня 2023 року відіграв за клуб з Оргієва 2 матчі в національному чемпіонаті.

## Виступи за збірні
У 2012 році дебютував у складі юнацької збірної Молдови (U-17), загалом на юнацькому рівні взяв участь у 7 іграх.
Протягом 2015–2018 років залучався до складу молодіжної збірної Молдови. На молодіжному рівні зіграв у 15 офіційних матчах, забив 2 голи.

## Статистика виступів

### Статистика клубних виступів
| Сезон                      | Команда                    | Чемпіонат                  | Чемпіонат | Чемпіонат | Національний кубок | Національний кубок | Національний кубок | Континентальні кубки | Континентальні кубки | Континентальні кубки | Інші змагання | Інші змагання | Інші змагання | Усього | Усього |
| Сезон                      | Команда                    | Ліга                       | Ігор      | Голів     | Ліга               | Ігор               | Голів              | Ліга                 | Ігор                 | Голів                | Ліга          | Ігор          | Голів         | Ігор   | Голів  |
| -------------------------- | -------------------------- | -------------------------- | --------- | --------- | ------------------ | ------------------ | ------------------ | -------------------- | -------------------- | -------------------- | ------------- | ------------- | ------------- | ------ | ------ |
| 2014–15                    | «Шериф»                    | ЧМ                         | 2         | 0         | КМ                 | 1                  | 0                  | ЛЧ+ЛЄ                | 0                    | 0                    | СкМ           | 0             | 0             | 3      | 0      |
| 2015–16                    | «Шериф»                    | ЧМ                         | 15        | 0         | КМ                 | 0                  | 0                  | ЛЄ                   | 0                    | 0                    | СкМ           | 1             | 0             | 16     | 0      |
| 2016–17                    | «Шериф»                    | ЧМ                         | 4         | 1         | КМ                 | 0                  | 0                  | ЛЧ                   | 0                    | 0                    | СкМ           | 1             | 0             | 5      | 1      |
| Усього за «Шериф»          | Усього за «Шериф»          | Усього за «Шериф»          | 21        | 1         |                    | 1                  | 0                  |                      | 0                    | 0                    |               | 2             | 0             | 24     | 1      |
| 2017                       | «Петрокуб»                 | ЧМ                         | 6         | 0         |                    | -                  | -                  |                      | -                    | -                    |               | -             | -             | 6      | 0      |
| квіт.-лип. 2018            | «Зоря» (Бєльці)            | ЧМ                         | 3         | 0         |                    | -                  | -                  |                      | -                    | -                    |               | -             | -             | 3      | 0      |
| лип.-лис. 2018             | «Сфинтул Георге»           | ЧМ                         | 5         | 0         | КМ                 | 4                  | 0                  |                      | -                    | -                    |               | -             | -             | 9      | 0      |
| 2019                       | «Сфинтул Георге»           | ЧМ                         | 24        | 0         | КМ                 | 4                  | 0                  |                      | -                    | -                    |               | -             | -             | 28     | 0      |
| 2020–21                    | «Сфинтул Георге»           | ЧМ                         | 20        | 1         | КМ                 | 3                  | 0                  | ЛЄ                   | 2                    | 0                    |               | -             | -             | 25     | 1      |
| 2021–22                    | «Сфинтул Георге»           | ЧМ                         | 11        | 0         | КМ                 | 0                  | 0                  | ЛК                   | 1                    | 0                    | СкМ           | 1             | 0             | 13     | 0      |
| Усього за «Сфинтул Георге» | Усього за «Сфинтул Георге» | Усього за «Сфинтул Георге» | 60        | 1         |                    | 11                 | 0                  |                      | 3                    | 0                    |               | 1             | 0             | 75     | 1      |
| Усього за кар'єру          | Усього за кар'єру          | Усього за кар'єру          | 90        | 2         |                    | 12                 | 0                  |                      | 3                    | 0                    |               | 3             | 0             | 108    | 2      |

## Титули і досягнення
- Володар Кубка Молдови (3):

«Шериф»: 2014-2015, 2016-2017
«Сфинтул Георге»: 2020-2021
- Володар Суперкубка Молдови (3):

«Шериф»: 2015, 2016
«Сфинтул Георге»: 2021
- Чемпіон Молдови (2):

«Шериф»: 2015-2016, 2016-2017